# Striocadulus sagei
Striocadulus sagei är en blötdjursart som beskrevs av Victor Scarabino 1995. Striocadulus sagei ingår i släktet Striocadulus och familjen Gadilidae. Inga underarter finns listade i Catalogue of Life.